# Magnus Carlsson (fotbollsspelare)
Paul Magnus Robin Carlsson, född 9 januari 1985 i Västra Klagstorps församling, Malmö, är en svensk före detta fotbollsspelare.

## Karriär
Carlsson började spela fotboll i Husie IF. Som 14-åring gick han över till Malmö FF. Inför säsongen 2005 värvades Carlsson av Bunkeflo IF. Han spelade fem säsonger för Bunkeflo IF/LB07, varav två säsonger i Superettan. 
Carlsson spelade 2010 för Lilla Torg FF i division 2. Inför säsongen 2011 gick han över till FC Höllviken. Han blev efter säsongen 2014 utsedd till den bästa försvararen i division 2 Östra Götaland.
Inför säsongen 2017 gick Carlsson till division 2-klubben Prespa Birlik. Följande säsong gick han till division 4-klubben Vellinge IF.